# Šilkinskij rajon
Il Šilkinskij rajon (in russo Шилкинский район?) è un municipal'nyj rajon del Territorio della Transbajkalia, nell'Estremo Oriente russo, istituito il 4 gennaio 1926. Ricopre una superficie di 6 074,09 chilometri quadrati e ha una popolazione di 36 230 abitanti. Il centro amministrativo è la città di Šilka. Il rajon è suddiviso in due insediamenti di tipo urbano, una città e 11 comuni rurali. 
I fiumi maggiori del territorio sono l'Ingoda, l'Onon e la Šilka.